# Falkholmen (vid Pirlax, Borgå)
Falkholmen är en ö i Finland. Den ligger i Finska viken och i kommunen Borgå i den ekonomiska regionen  Borgå i landskapet Nyland, i den södra delen av landet. Ön ligger omkring 55 kilometer öster om Helsingfors.
Öns area är 14 hektar och dess största längd är 0,7 kilometer i nord-sydlig riktning. Ön höjer sig omkring 40 meter över havsytan.